# Liste der Auszeichnungen und Nominierungen von Delia Matache
Diese Liste ist eine Übersicht aller Auszeichnungen und Nominierungen der aus Rumänien stammenden Sängerin Delia Matache.

## Auszeichnungen und Nominierungen
| Award                          | Jahr | für                              | Kategorie                              | Resultat  | Ref.   |
| ------------------------------ | ---- | -------------------------------- | -------------------------------------- | --------- | ------ |
| Media Music Awards             | 2015 | Delia                            | Best Female                            | Gewonnen  | [ 1 ]  |
| Media Music Awards             | 2015 | „Pe aripi de vânt“ (feat. Kaira) | Best Song                              | Gewonnen  | [ 1 ]  |
| Media Music Awards             | 2015 | „Pe aripi de vânt“ (feat. Kaira) | Best Featuring                         | Gewonnen  | [ 1 ]  |
| Media Music Awards             | 2015 | „Pe aripi de vânt“ (feat. Kaira) | Best Video                             | Gewonnen  | [ 1 ]  |
| Media Music Awards             | 2015 | „Pe aripi de vânt“ (feat. Kaira) | Media Forest Award                     | Gewonnen  | [ 1 ]  |
| Media Music Awards             | 2015 | „Pe aripi de vânt“ (feat. Kaira) | Best Pop                               | Gewonnen  | [ 1 ]  |
| Media Music Awards             | 2015 | „Pe aripi de vânt“ (feat. Kaira) | Best YouTube                           | Gewonnen  | [ 1 ]  |
| Media Music Awards             | 2016 | „Gura ta“ (feat. Deepcentral)    | Best Featuring                         | Gewonnen  | [ 2 ]  |
| Media Music Awards             | 2017 | Delia                            | Best Female                            | Gewonnen  | [ 3 ]  |
| MTV Romanian Music Awards      | 2004 | „Ce vor de la mine“              | Best Female                            | Nominiert | [ 4 ]  |
| MTV Romanian Music Awards      | 2005 | „Parfum de fericire“             | Best Female                            | Nominiert | [ 5 ]  |
| MTV Romanian Music Awards      | 2006 | Delia                            | Best Female                            | Nominiert | [ 6 ]  |
| Romanian Music Arwards         | 2012 | „Dale“                           | Best Female                            | Nominiert | [ 7 ]  |
| Romanian Music Arwards         | 2014 | „Ipotecat“ (feat. UDDI)          | Best Female                            | Nominiert | [ 8 ]  |
| Romanian Music Arwards         | 2014 | „Ipotecat“ (feat. UDDI)          | Best Song                              | Nominiert | [ 8 ]  |
| Radio Romania Music Awards     | 2015 | Delia                            | Best Female                            | Gewonnen  | [ 9 ]  |
| Radio Romania Music Awards     | 2015 | Delia                            | Best Artist                            | Nominiert | [ 9 ]  |
| Radio Romania Music Awards     | 2015 | „Pe aripi de vânt“ (feat. Kaira) | Best Song                              | Gewonnen  | [ 9 ]  |
| Radio Romania Music Awards     | 2015 | „Pe aripi de vânt“ (feat. Kaira) | Best Pop Song                          | Nominiert | [ 9 ]  |
| Radio Romania Music Awards     | 2016 | „Inimi desenate“                 | Best Song                              | Gewonnen  | [ 10 ] |
| Radio Romania Music Awards     | 2016 | „Inimi desenate“                 | Big Like                               | Gewonnen  | [ 10 ] |
| Radio Romania Music Awards     | 2016 | Delia                            | Best Artist                            | Gewonnen  | [ 10 ] |
| Radio Romania Music Awards     | 2016 | Delia                            | Best Female                            | Nominiert | [ 10 ] |
| Radio Romania Music Awards     | 2017 | „Gura ta“ (feat. Deepcentral)    | Best Song                              | Nominiert | [ 11 ] |
| Radio Romania Music Awards     | 2017 | „Gura ta“ (feat. Deepcentral)    | Best Duo/Group                         | Gewonnen  | [ 11 ] |
| Radio Romania Music Awards     | 2017 | „Gura ta“ (feat. Deepcentral)    | Best Pop Song                          | Gewonnen  | [ 11 ] |
| Radio Romania Music Awards     | 2017 | „Ce are ea?“                     | Best Pop Song                          | Nominiert | [ 11 ] |
| Radio Romania Music Awards     | 2017 | „Ce are ea?“                     | Best Video                             | Nominiert | [ 11 ] |
| Radio Romania Music Awards     | 2017 | „Cine m-a făcut om mare“         | Best Massage                           | Nominiert | [ 11 ] |
| Radio Romania Music Awards     | 2017 | Delia                            | Best Female                            | Nominiert | [ 11 ] |
| Radio Romania Music Awards     | 2017 | Delia                            | Best Artist                            | Nominiert | [ 11 ] |
| Radio Romania Music Awards     | 2017 | Deliria                          | Best Album                             | Gewonnen  | [ 11 ] |
| Radio Romania Music Awards     | 2018 | „Weekend“ (mit The Motans)       | Best Song                              | Nominiert | [ 12 ] |
| The Artist Awards              | 2019 | Acadelia                         | Best Show                              | Gewonnen  | [ 13 ] |
| The Artist Awards              | 2019 | Casa de Papel - Netflix          | Best Ad Campaign                       | Gewonnen  | [ 13 ] |
| The Artist Awards              | 2019 | Delia                            | Favorite Artist                        | Gewonnen  | [ 13 ] |
| The Artist Awards              | 2019 | Delia                            | The Artist                             | Nominiert | [ 13 ] |
| The Artist Awards              | 2019 | Delia                            | The Female Artist                      | Nominiert | [ 13 ] |
| The Artist Awards              | 2019 | Rămâi (feat. The Motans)         | Best Artist Collaboration              | Nominiert | [ 13 ] |
| Romanian Top Hits Music Awards | 2013 | „Love Me“ (feat. Sunrise Inc.)   | Bands Top Hit                          | Nominiert | [ 14 ] |
| Premiile TVmania               | 2016 | Delia                            | Cea mai populară vedetă de televiziune | Gewonnen  | [ 15 ] |
| Premiile TVmania               | 2019 | Delia                            | Cel mai bun jurat                      | Nominiert | [ 16 ] |
| ELLE Style Awards              | 2017 | Delia                            | Cel mai bun artist pop                 | Gewonnen  | [ 17 ] |
| ELLE Style Awards              | 2018 | Delia                            | Cel mai bun stil personal              | Gewonnen  | [ 18 ] |
| ELLE Style Awards              | 2018 | Delia                            | Cel mai bun artist pop                 | Gewonnen  | [ 18 ] |
| ELLE Style Awards              | 2019 | Delia                            | Cel mai bună artistă                   | Gewonnen  | [ 19 ] |
| ELLE New Media Awards          | 2020 | Delia                            | Celebrity                              | Gewonnen  | [ 20 ] |
| ELLE New Media Awards          | 2020 | Delia                            | TikTok                                 | Gewonnen  | [ 20 ] |
| ELLE New Media Awards          | 2020 | Delia                            | Travel                                 | Gewonnen  | [ 20 ] |